# Chrysalis
Chrysalis – debiutancki minialbum południowokoreańskiego girlsbandu I.O.I, specjalnej grupy stworzonej przez survivalowy program Mnetu Produce 101, w której skład weszło jedenaście stażystek z różnych firm rozrywkowych. Minialbum został wydany cyfrowo 4 maja 2016 roku, a fizycznie 9 maja w dwóch wersjach: standardowej i specjalnej. Płytę promował główny singel „Dream Girls”. Sprzedał się w nakładzie 79 305 egzemplarzy w Korei Południowej (stan na styczeń 2017).

## Lista utworów
| CD | CD                                                                    | CD                                                     | CD | CD                                                   | CD      |
| Nr | Tytuł utworu                                                          | Tekst                                                  | Kompozycja | Aranżacja                                            | Długość |
| -- | --------------------------------------------------------------------- | ------------------------------------------------------ | --- | ---------------------------------------------------- | ------- |
| 1. | „I.O.I (Intro)”                                                       | Lim Na-young, Choi Yoo-jung                            | Famousbro, Paul, Shin Hyun-jin, Hong Hye-jin                                                                                       | Famousbro, Paul                                      | 0:44    |
| 2. | „Dream Girls”                                                         | Famousbro, Lim Na-young, Choi Yoo-jung                 | Famousbro, Paul | Famousbro, Paul                                      | 3:38    |
| 3. | „Knock Knock Knock” (kor. 똑똑똑 Ttok Ttok Ttok)                      | Park Jang-geun (Duble Sidekick), David Kim, Long Candy | Park Jang-geun (Duble Sidekick), SEION, David Kim                                                                                  | SEION                                                | 3:50    |
| 4. | „Doo Wap”                                                             | earattack                                              | earattack | earattack, OBros, NeverEnd                           | 3:21    |
| 5. | „Crush”                                                               | Seo Ji-eum, Seo Jung-ah                                | Nermin Harambasic, August Rigo, Justin Davey, Ryan S. Jhun, Denzil "DR" Remedios, Melanie Fontana, Michel Schulz, Courtney Woolsey | Justin Davey, Michel Schulz, Space One, Ryan S. Jhun | 3:32    |
| 6. | „When the Cherry Blossoms Fade” (kor. 벚꽃이 지면 Beotkkochi Jimyeon) | Jung Jin-young                                         | Jung Jin-young | ZigZag Note, Kang Young-shin                         | 3:23    |
| 7. | „Pick Me”                                                             | Midas-T                                                | Midas-T | DJ KOO, Maximite                                     | 3:46    |

## Notowania
| Lista                   | Pozycja |
| ----------------------- | ------- |
| Gaon Weekly Album Chart | 4       |
| Five Music (Tajwan)     | 5       |